# Polvere da sparo

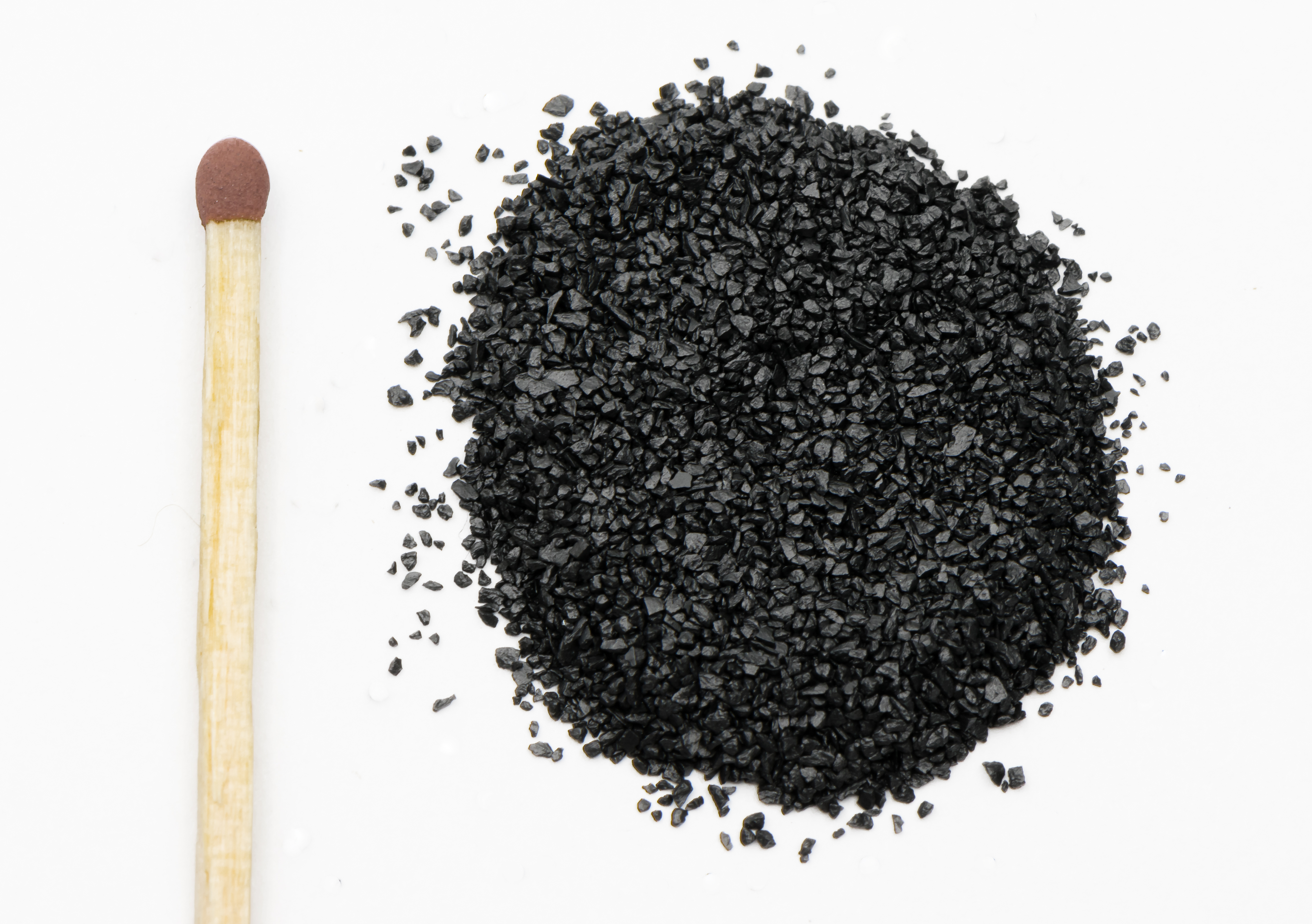
Polvere da sparo

La polvere da sparo o polvere nera è il più antico esplosivo utilizzato dall'uomo. È costituito da una miscela di zolfo (S), carbonio (C) e nitrato di potassio (salnitro, KNO3). Lo zolfo e il carbone fungono da combustibile, mentre il salnitro è il comburente. A causa delle sue proprietà incendiarie e della quantità di calore e volume di gas che genera, la polvere da sparo è stata ampiamente utilizzata come propellente in armi da fuoco (specialmente archibugi e moschetti), artiglieria, razzi e fuochi d'artificio e come polvere esplosiva nelle cave, nelle miniere e nella costruzione di strade.
La versione moderna della polvere da sparo, caratterizzata dall'assenza di produzione di fumo, è detta polvere infume.

## Storia

### La polvere nera

#### Origini e caratteristiche
Presumibilmente, fu inventata nel secolo IX e composta da salnitro, carbone vegetale (in base al tipo di legno da cui si ricava il carbone, migliora o peggiora la qualità della polvere) e zolfo. Il fatto che autori come Scipione Maffei, Bonaiuto Lorini, Bernardino de Mendoza e altri chiamino il salnitro sale della China fa sostenere che i cinesi siano stati i primi a conoscere e a fabbricare questa sostanza. Questi storici ritengono che i cinesi adoperassero miscele di polvere parecchi secoli prima di Cristo. Queste miscele sarebbero passate agli altri popoli dell'Asia e agli arabi e ai Greci della tarda antichità nel periodo delle migrazioni mongoliche. Le invasioni degli arabi e le crociate in Medio Oriente e Africa fecero conoscere questi composti agli altri popoli. Non è provato che i cinesi possedessero il cosiddetto fuoco che vola, cioè i cannoni di bambù per lanciare proiettili infiammati. Leggende dicono che la scoperta sia avvenuta accidentalmente da parte di alcuni alchimisti mentre ricercavano l'elisir dell'immortalità e il primo riferimento alla polvere nera sia stato l'avviso nei testi di alchimia a non mescolare insieme certe sostanze. Joseph Needham nel suo Scienza e civiltà in Cina individua in un testo dell'XI secolo varie formule per la preparazione di polvere da sparo.
La polvere nera è stata realizzata in numerose differenti formulazioni, le più diffuse delle quali sono (in percentuali in massa):
- Nitrato di potassio, KNO3 nella proporzione del 75%.
- Carbone di legno, C nella proporzione del 12,50% (dosaggio francese), oppure del 15% (dosaggio inglese).
- Zolfo, S nella proporzione del 12,50% (dosaggio francese), oppure del 10% (dosaggio inglese).

A seconda del tipo di carbone utilizzato (prodotto dalla pirolisi della legna a 500 °C e in assenza di ossigeno) si ottiene una diversa velocità di combustione. Ad esempio, con grafite, oppure con carbone di quercia, pioppo e faggio, a parità di dimensione granulometrica (generalmente 80 micrometri), si ha una combustione più lenta. Usando invece carbone di vite (oppure quello ottenuto da altri alberi da frutto) oppure carbone di salice, si ottiene una combustione più rapida. Per ottenere la massima velocità di combustione possibile, si può usare carbone di balsa, salicone (salice delle capre), oppure frangola (alder buckthorn). In questo caso, la combustione diventa istantanea, come un flash. Maggiore è la velocità di combustione e più la polvere da sparo, se confinata in un recipiente chiuso e dotato di miccia, tenderà a detonare facilmente. Può raggiungere una velocità di detonazione di 1500 m/sec. Anticamente, polveri a lenta combustione erano utilizzate per il caricamento di cannoni e bombarde, mentre quelle a rapida combustione erano più utili per armi da fuoco portatili.
La combustione della polvere nera è una reazione di ossidoriduzione complessa. Partendo dal dosaggio inglese, avviene la seguente reazione:
10 KNO3 + 3 S + 8 C → 2 K2CO3 + 3 K2SO4 + 6 CO2 + 5 N2
Se il nitrato di potassio supera la percentuale dell'80%, all'incendiarsi della polvere si ottengono molti residui bianchi composti prevalentemente da carbonato e solfato di potassio, residui che continuerebbero a bruciare per qualche istante emettendo gas incandescenti tra cui biossido di carbonio, di zolfo e azoto; quindi la polvere emetterebbe molti più residui solidi che gas diventando praticamente inservibile. Esistono anche delle particolari polveri nere senza zolfo dette "asulfuree", queste polveri nere sono costituite solamente da nitrato di potassio e carbone, di solito nella proporzione del 75% di nitrato di potassio e del 25% di carbone, e hanno la caratteristica di bruciare molto velocemente se si utilizza un carbone contenente molte particelle volatili, ad esempio di balsa, ma non liberano molto calore. Sono quindi preferite le polveri nere normali con zolfo in quanto, liberando più calore, sviluppano pressioni maggiori rispetto ai gas più freddi delle polveri "asulfuree". Con lo zolfo si ottengono quindi esplosioni leggermente più potenti. Se invece si sostituisce al nitrato di potassio il suo rispettivo clorato alle polveri "asulfuree", si ottiene un tipo di polvere nera chiamata H3, costituita di solito dal 75% di clorato di potassio e dal 25% di carbone, che per molti aspetti assomiglia a una polvere flash in quanto deflagra con enorme velocità. È estremamente importante non mettere mai zolfo o zucchero in polveri a base di clorato di potassio in quanto basta un modesto urto per far deflagrare o addirittura detonare improvvisamente la miscela. Talvolta si aggiunge l'1 o il 2% di bicarbonato (bicromato di potassio)di sodio alle polveri H3 per impedire che eventuali acidità nel composto decompongano il clorato di potassio in acido clorico che, essendo un potente ossidante, incendierebbe il carbone facendo così deflagrare o detonare la polvere spontaneamente. Se invece si sostituisce al nitrato di potassio il suo perclorato si ottiene un esplosivo chiamato " Pirodex", costituito di solito dal 75% di perclorato di potassio, dal 15% di carbone e dal 10% di zolfo, che libera più calore e meno residui solidi rispetto alla normale polvere nera a base di nitrato di potassio, ma è anche leggermente più lento nella combustione.
Il perclorato di potassio è ottimo per polveri flash con alluminio e/o magnesio e/o zolfo, mentre per la polvere nera è meglio utilizzare nitrato di potassio o di sodio o al massimo di clorato di potassio, che è utilizzato anche per produrre polveri flash senza zolfo e con piccole percentuali di bicarbonato di sodio come precauzione. Aggiungendo alla polvere piccole percentuali di magnesio e alluminio polverizzati si ottiene un aumento di emissione luminosa, calore e pressione, il che aumenta la spettacolarità del fuoco artificiale. Infine aggiungendo alcuni sali di metalli si ottengono diverse colorazioni più o meno intense: i sali di bario, in particolare il nitrato di bario, danno un colore verde acceso, i sali di stronzio e calcio un colore rosso-arancione, quelli di rame verde-azzurro, quelli di sodio giallo-oro, quelli di potassio violetto ecc.
Al posto di zolfo e carbonella vi sono farine di prodotti plastici e/o fosforo oppure alluminio e/o magnesio, in questo caso la polvere prende il nome di "polvere flash" poiché deflagra molto rapidamente liberando anche molto calore: si sviluppano temperature fino a 3000 gradi centigradi.

#### Impiego

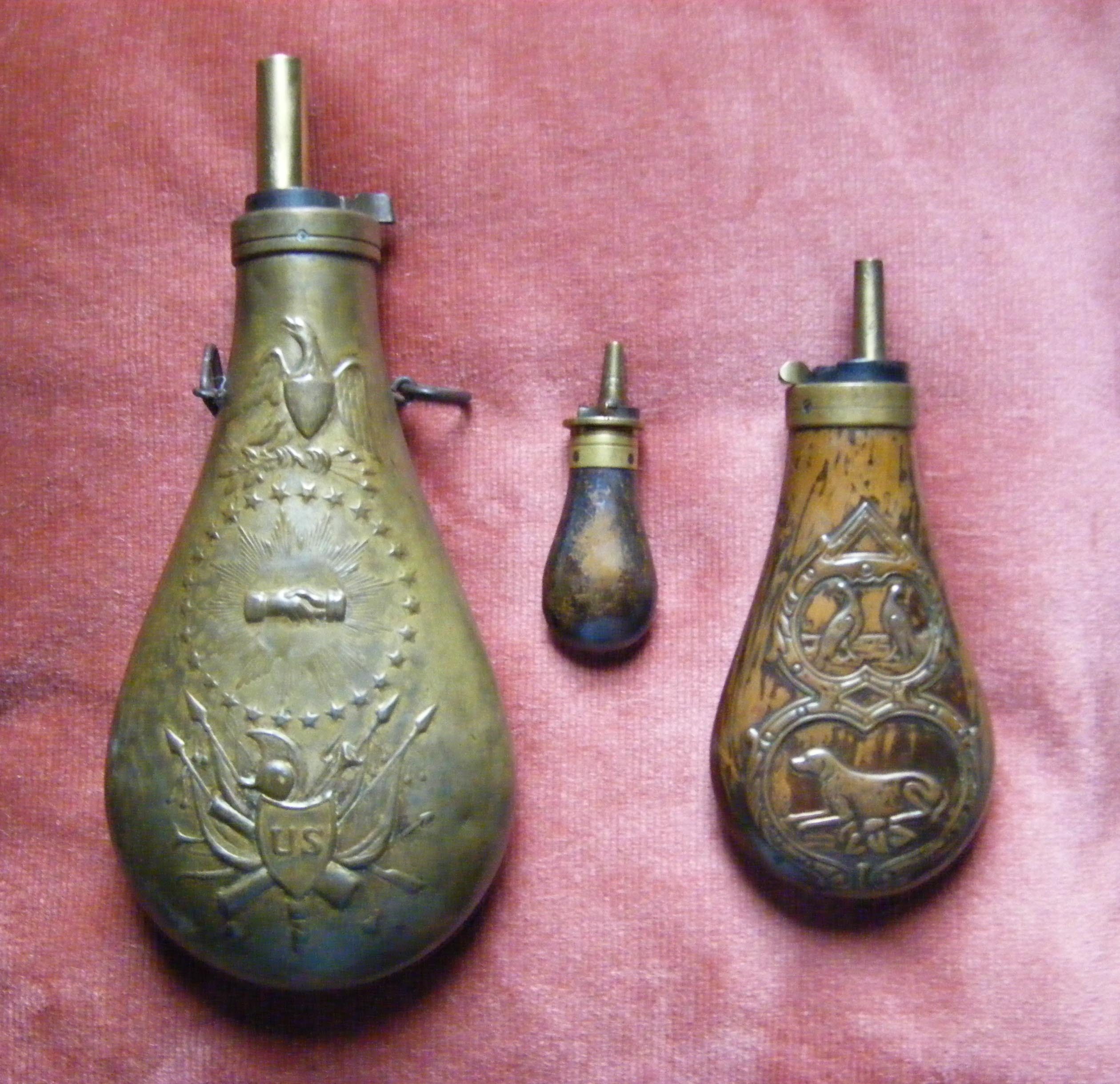
Fiaschette per armi ad avancarica contenenti la polvere nera. Quella a sinistra, da moschetto, è stata prodotta dalla Colt, quella al centro è di marca sconosciuta, quella a destra accompagnava rivoltelle Remington

Dal X secolo l'utilizzo della polvere nera per scopi militari divenne di uso corrente in Cina per fabbricare razzi e bombe esplosive lanciate da catapulte. La prima testimonianza di un cannone risale al 1126 quando vennero usati dei cilindri di bambù per lanciare missili contro il nemico. I cilindri di bambù vennero sostituiti da canne di metallo e il più antico cannone in Cina è datato 1290. Dalla Cina l'utilizzo militare della polvere nera fu assorbito dal conquistatore mongolo Gengis Khan che, a sua volta, usò le prime rudimentali armi da fuoco a polvere nera. Lo dimostra la descrizione di battaglie e apparecchiature di guerra e accenna alle armi usate da quei popoli ne Il Milione di Marco Polo, che però non fa mai menzione di bocche da fuoco. Attraverso l'espansione mongola la polvere nera si diffuse al Giappone e all'Europa dove, in particolare, i mongoli la impiegarono contro gli ungheresi nel 1241. Verso la metà del XIV secolo i primi cannoni erano diffusamente menzionati sia in Europa che in Cina.
L'uso della polvere nera per la produzione di armi da fuoco e cannoni fu ostacolato dalla difficoltà di creare canne metalliche capaci di sopportare l'esplosione. Questo problema può aver portato alla falsa convinzione che i cinesi usassero la loro scoperta solamente per i fuochi d'artificio. In realtà cannoni e razzi spinti da polvere nera furono impiegati nelle invasioni Mongole del XIII secolo e furono una componente importante dell'arte militare in Estremo Oriente. Per esempio le mura cittadine di Pechino furono appositamente costruite per resistere ad attacchi di artiglieria e la dinastia Ming trasferì la capitale da Nanchino a Pechino perché le colline circostanti Nanchino fornivano una buona postazione di artiglieria per un eventuale esercito assediante.
In Europa il suo utilizzo per scopi bellici è riferito alle gesta del condottiero Pietro Navarro, che alla fine del Quattrocento e soprattutto l'inizio del Cinquecento espugnò con le sue mine numerose fortezze. Un vasto sviluppo della tecnologia legata alla polvere nera si ebbe anche in Estremo Oriente tra il XV e il XVII secolo. Miglioramenti nella metallurgia permisero armi più piccole e portarono alla creazione del moschetto. La tecnologia dei cannoni europea sorpassò gradualmente quella della Cina e questi miglioramenti tecnologici furono reintrodotti in Cina dai missionari gesuiti che furono incaricati di sovraintendere alla costruzione dei cannoni da parte degli ultimi imperatori Ming e dei primi imperatori Qing.
L'utilizzo della polvere nera, come esplosivo a fini bellici, termina praticamente negli anni 1870 con l'invenzione della dinamite, a opera di Alfred Nobel, la cui ricetta originale conteneva il 55% in peso di nitroglicerina e 45% di farina fossile e successivamente con l'introduzione di esplosivi più moderni.

### La polvere infume o bianca

#### Origini e caratteristiche
Nel 1884 il chimico francese Paul Marie Eugène Vieille, attraverso la gelatinizzazione della nitrocellulosa con una miscela di etere ed alcool, ottenne un nuovo tipo di polvere da sparo, completamente differente dalla polvere nera, chiamata polvere B (in francese Poudre B). Il nuovo composto era un esplosivo di tipo propellente che sviluppava una energia tre volte superiore a quella dei composti usati fino a quel momento, peraltro con una combustione assai più rapida e una riduzione netta dei fumi di combustione – cui l'appellativo "infume". Al primo tipo di polvere presto ne seguirono altri di caratteristiche simili. Ad esempio nel 1888 Nobel ottenne la balistite gelatinizzando cotone collodio con nitroglicerina; cinque anni più tardi il Regio Polverificio di Fontana Liri ottenne la solenite. Nello stesso periodo, infine, nel Regno Unito fu brevettata la sviluppata la cordite.
A differenza della polvere nera, la polvere infume durante la combustione produce solo scorie gassose. Parlando più correttamente di polveri infumi al plurale, si tratta di composti ottenuti dall'uso di materiali come la nitrocellulosa, con o senza nitroglicerina. Questi composti sono facilmente lavorabili ed è così possibile ottenere dei grani di forma regolare per calandratura, trafilatura o altri mezzi meccanici. La forma e la dimensione dei grani influenzano la modalità e la durata della combustione, in questo modo è possibile ottenere effetti differenti con uno stesso composto prodotto in forme o dimensioni diverse.
Le polveri senza fumo sono il prodotto ottenuto da una miscela omogenea di nitrocellulosa con plastificanti e stabilizzanti e/o con nitroglicerina, e/o nitroguanidina e/o altro. Sono composti abbastanza sensibili al calore, ma non agli urti. Vengono usate come cariche di propulsione per proiettili da armi individuali, cannoni e per propulsione di razzi. Le polveri senza fumo sono esplosivi propellenti con elevata velocità di combustione e generalmente non possono detonare anche se confinate. Attualmente le polveri senza fumo sono gli esplosivi più usati a scopo bellico.

## Galleria d'immagini

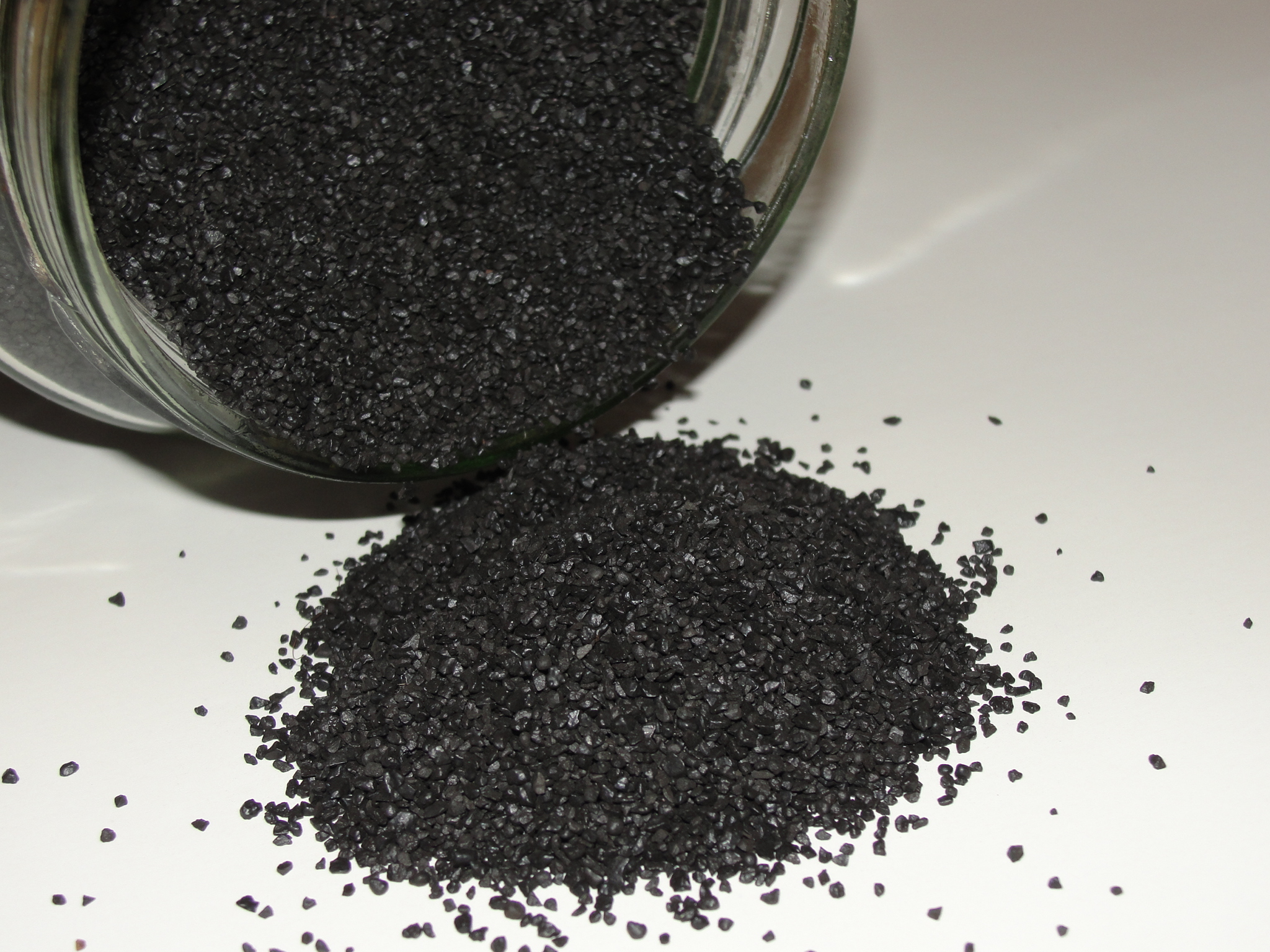
Polvere nera
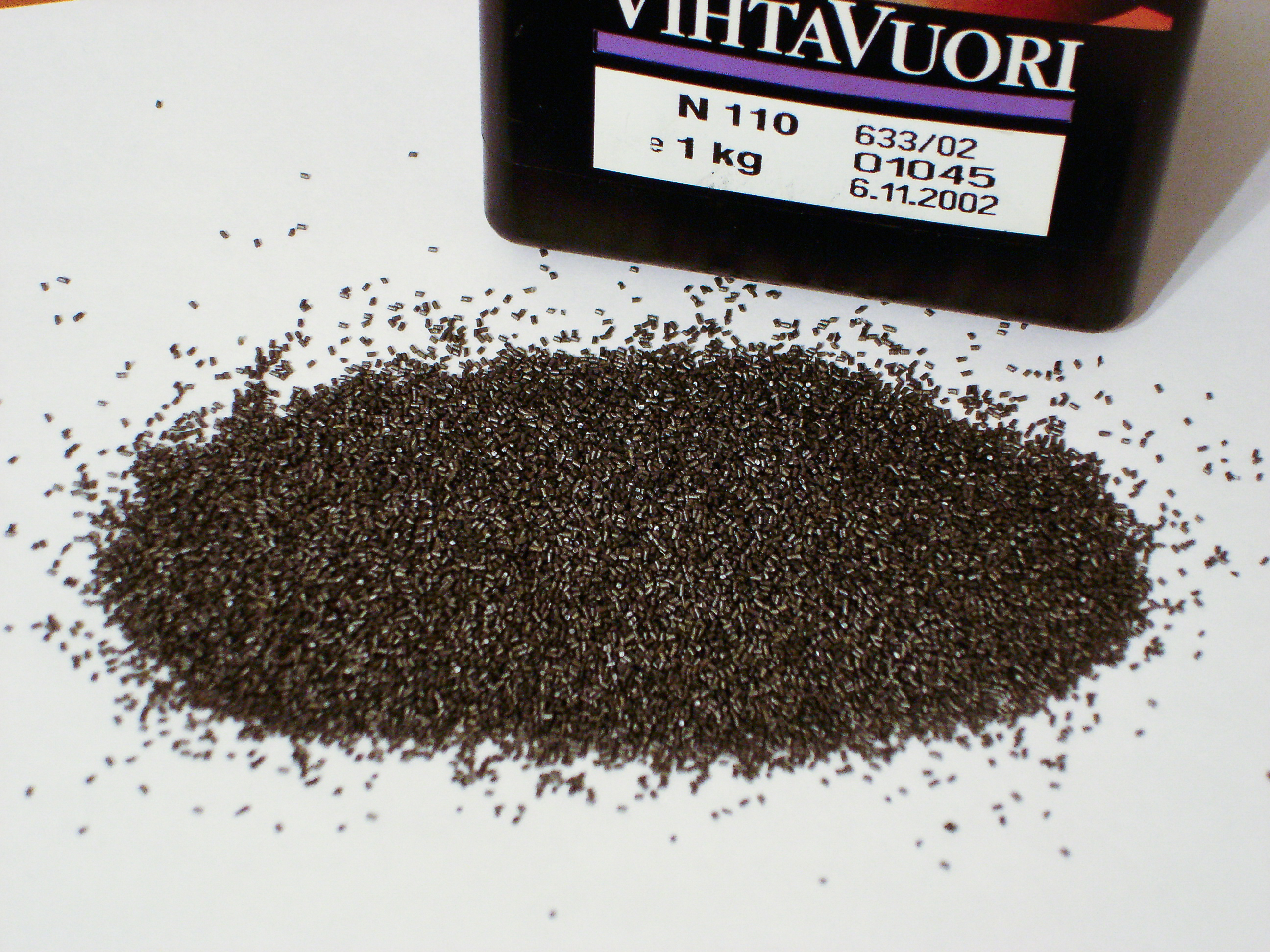
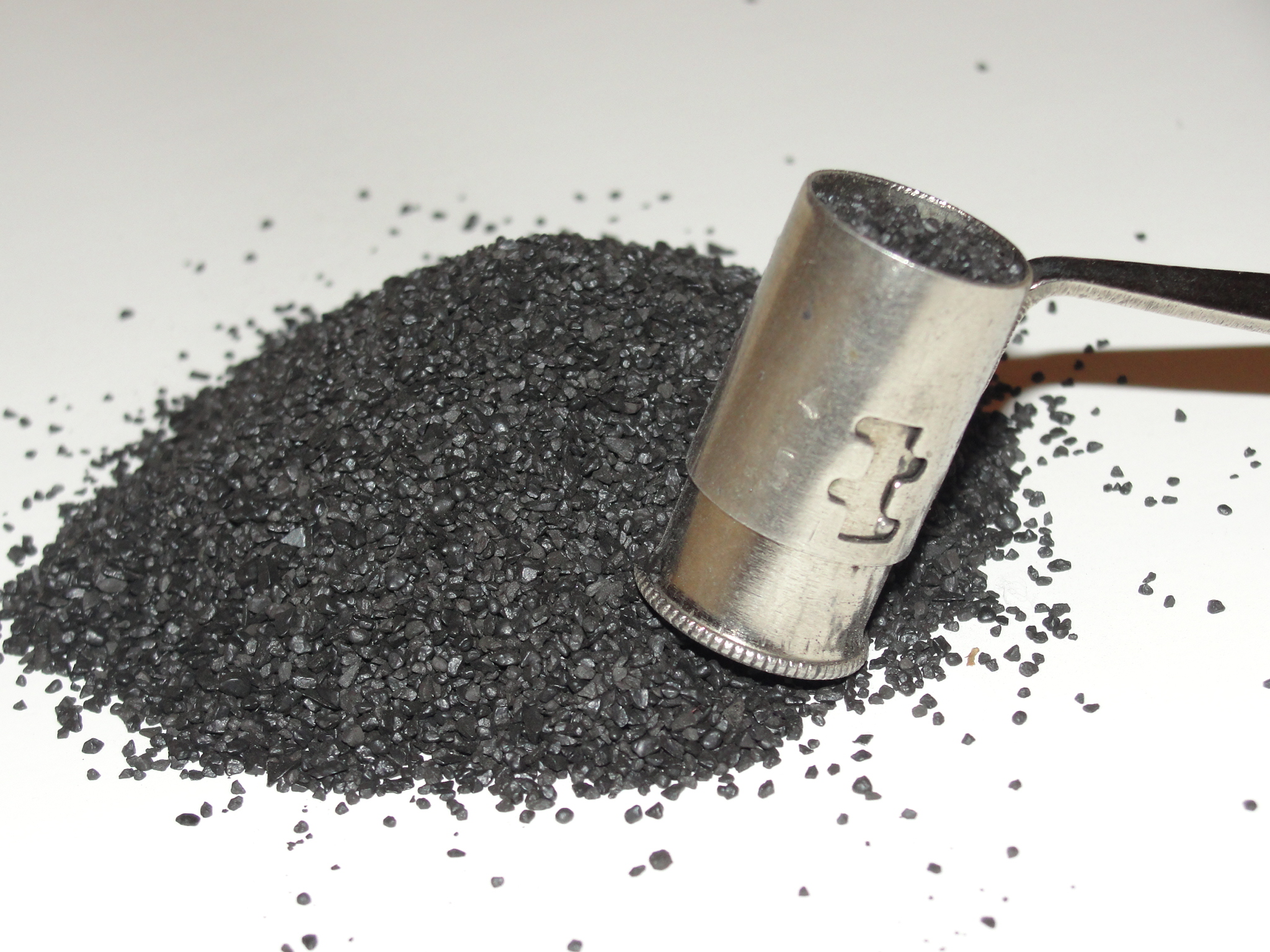
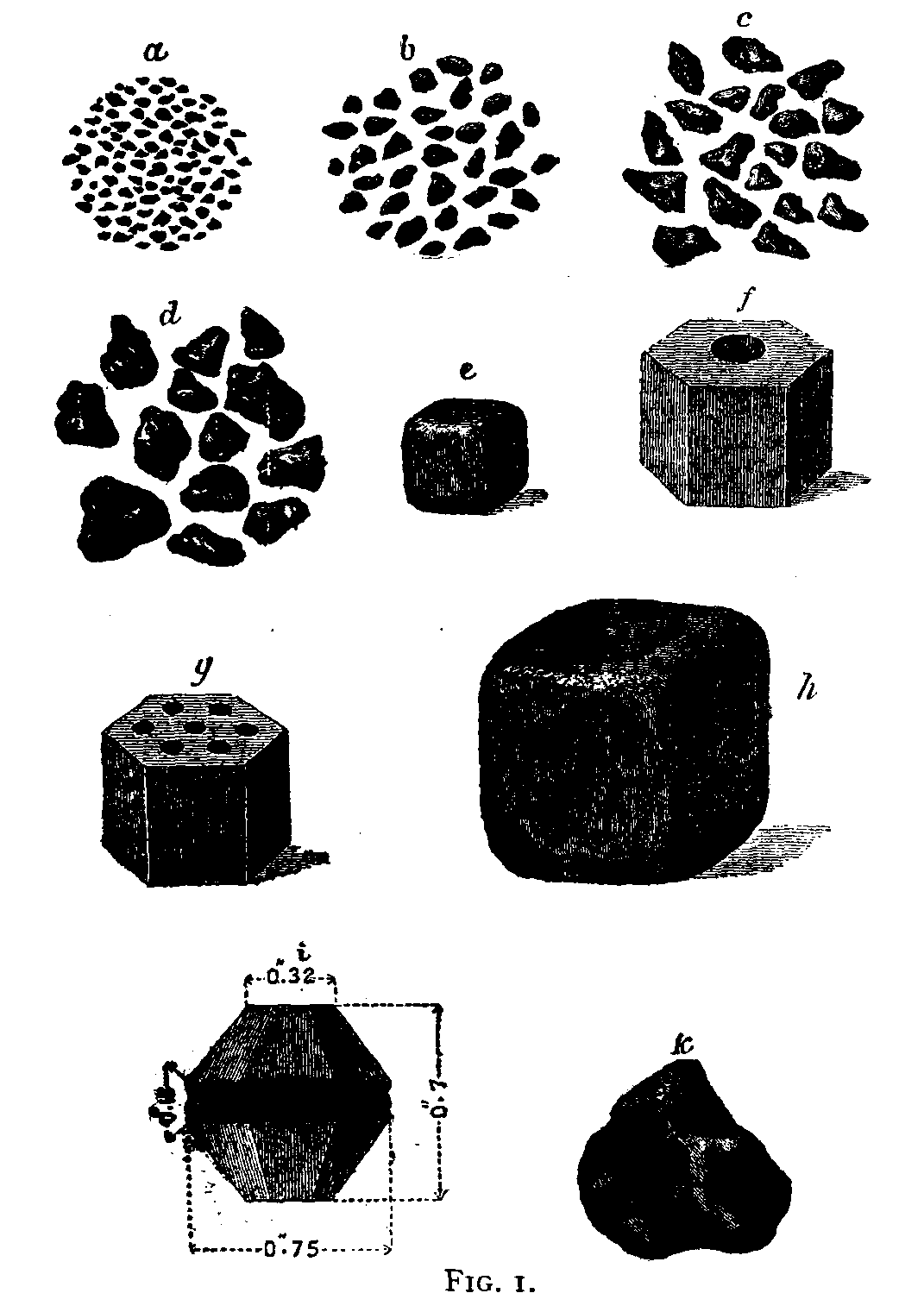
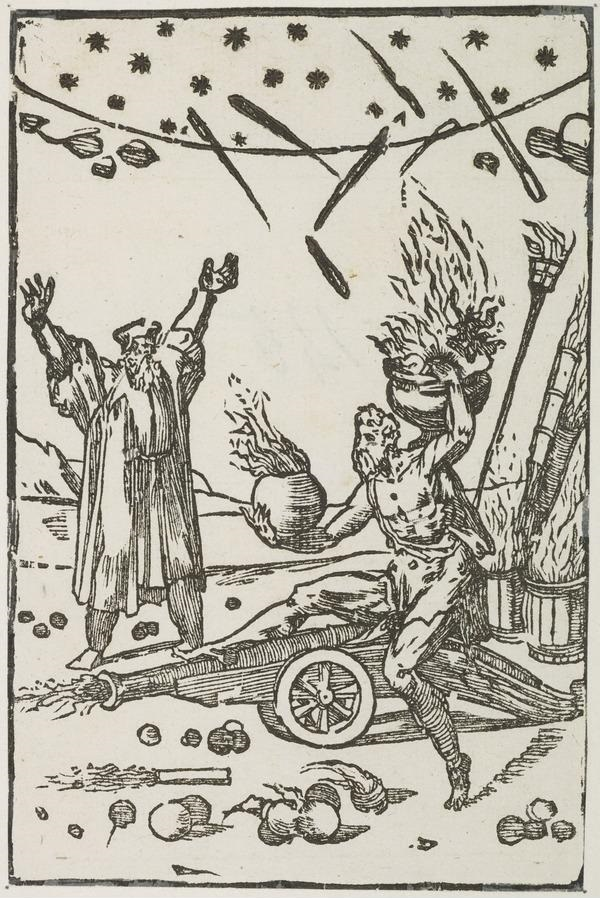
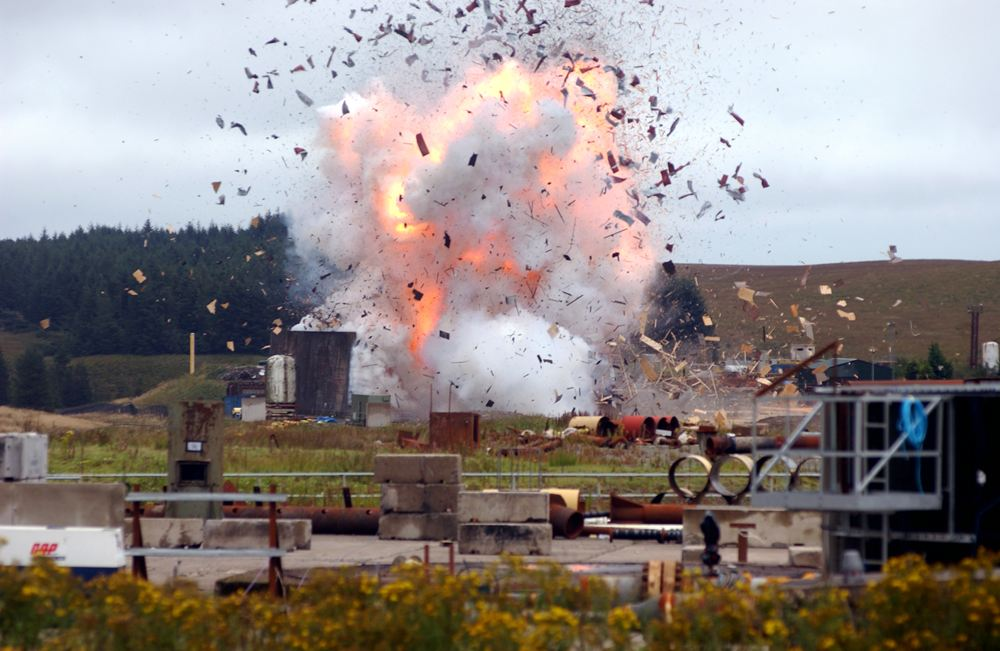